# Robert Boateng
Robert Boateng (Obuasi, 3 luglio 1974) è un ex calciatore ghanese, di ruolo attaccante.

## Biografia
È lo zio dei calciatori Kevin-Prince Boateng e Jérôme Boateng.

## Carriera

### Club

#### Asante Kotoko
Boateng giocò per l'Asante Kotoko dal 1995 al 1997. Nell'estate 1997 sostenne un provino con i norvegesi del Rosenborg, che decisero di tesserarlo.

#### Rosenborg
Nell'estate 1997, Boateng è stato acquistato a titolo definitivo dal Rosenborg per 5 milioni di corone norvegesi. Durante la sua esperienza al Rosenborg, ha vinto il Campionato Norvegese per un totale di quattro volte, e ha giocato in Champions League nella fase a gironi dell'edizione 2000-2001.

#### King Faisals Babies
Boateng non riuscì mai ad ambientarsi a Trondheim, successivamente, il ghanese,non rientrando nei piani del tecnico del club, Nils Arne Eggen, e anche se il contratto col Rosenborg non era ancora terminato, decise di rescindere il contratto a dicembre 2000. Giocò poi nei King Faisals Babies.

### Nazionale
Boateng conta 10 apparizioni per il Ghana, con un gol realizzato.

## Palmarès
- Campionato norvegese: 4

Rosenborg: 1997, 1998, 1999, 2000